# Kočno
Kočno – wieś w Słowenii, w gminie Krško. W 2018 roku liczyła 12 mieszkańców.